# Fabio Maffei
Fabio Maffei, né le 2 octobre 1968 à Yverdon-les-Bains (Suisse), est un pianiste et compositeur italo-suisse.

## Biographie
Fabio Maffei étudie le piano dès 1976 au Conservatoire de Lausanne, dans la classe d'Anne-Marie Tabachnik. Il se perfectionne auprès de Fausto Zadra à l'École internationale de piano de Pully, puis auprès d'Esther Yellin à la Heinrich Neuhaus Stiftung de Zurich. À partir de 1985, il étudie la composition et les branches musicales chez le compositeur neuchâtelois René Gerber, ainsi que la direction d'orchestre auprès de Chen Liang-Sheng et Michel Tabachnik. Fabio Maffei obtient plusieurs prix lors de concours d'exécution musicale et se produit en Suisse et à l'étranger, en soliste ou avec orchestre. Ses compositions (œuvres pour orchestre ou musique de chambre) ont été jouées en Suisse, en Europe et aux Amériques. Elles font l'objet de diffusions radiophoniques et télévisées, ainsi que d'enregistrements. Sa première œuvre, Divertimento pour sept instruments à vent et piano, est créée en 1988 au Konzerthaus de Vienne par les Wiener Instrumentalsolisten. En 1993, avec Soleil des Âges, il obtient le prix spécial au concours de composition Musique pour la Liturgie de la Procure romande de musique sacrée, à Fribourg. Deux ans plus tard, son œuvre Le Petit Prince remporte le premier prix au Concours pour jeunes compositeurs de l'Orchestre de chambre de Lausanne, sous la baguette de Jesús López Cobos. L'année 2003 voit la création, par l'Orchestre de la Suisse romande sous la direction de Mario Venzago, de son Lacrimoso in remembrance of Nicholas Green. En 1996, Fabio Maffei est médaillé de la Société académique Arts-Sciences-Lettres de Paris. Un fonds Fabio Maffei a été créé à la Bibliothèque cantonale et universitaire - Lausanne.

## Sources
- « Fabio Maffei », sur la base de données des personnalités vaudoises sur la plateforme « Patrinum » de la Bibliothèque cantonale et universitaire de Lausanne.
- Le Temps, 2000/02/11
- Le Temps, 2003/04/09